# Черанези
Черанези (итал. Ceranesi) — коммуна в Италии, располагается в регионе Лигурия, в провинции Генуя.
Население составляет 3899 человек (2008 г.), плотность населения составляет 126 чел./км². Занимает площадь 31 км². Почтовый индекс — 16014. Телефонный код — 010.
Покровительницей коммуны почитается Пресвятая Богородица (Nostra Signora della Guardia), празднование 29 августа.

## Демография
Динамика населения:

## Администрация коммуны
- Официальный сайт: